# Korfantów

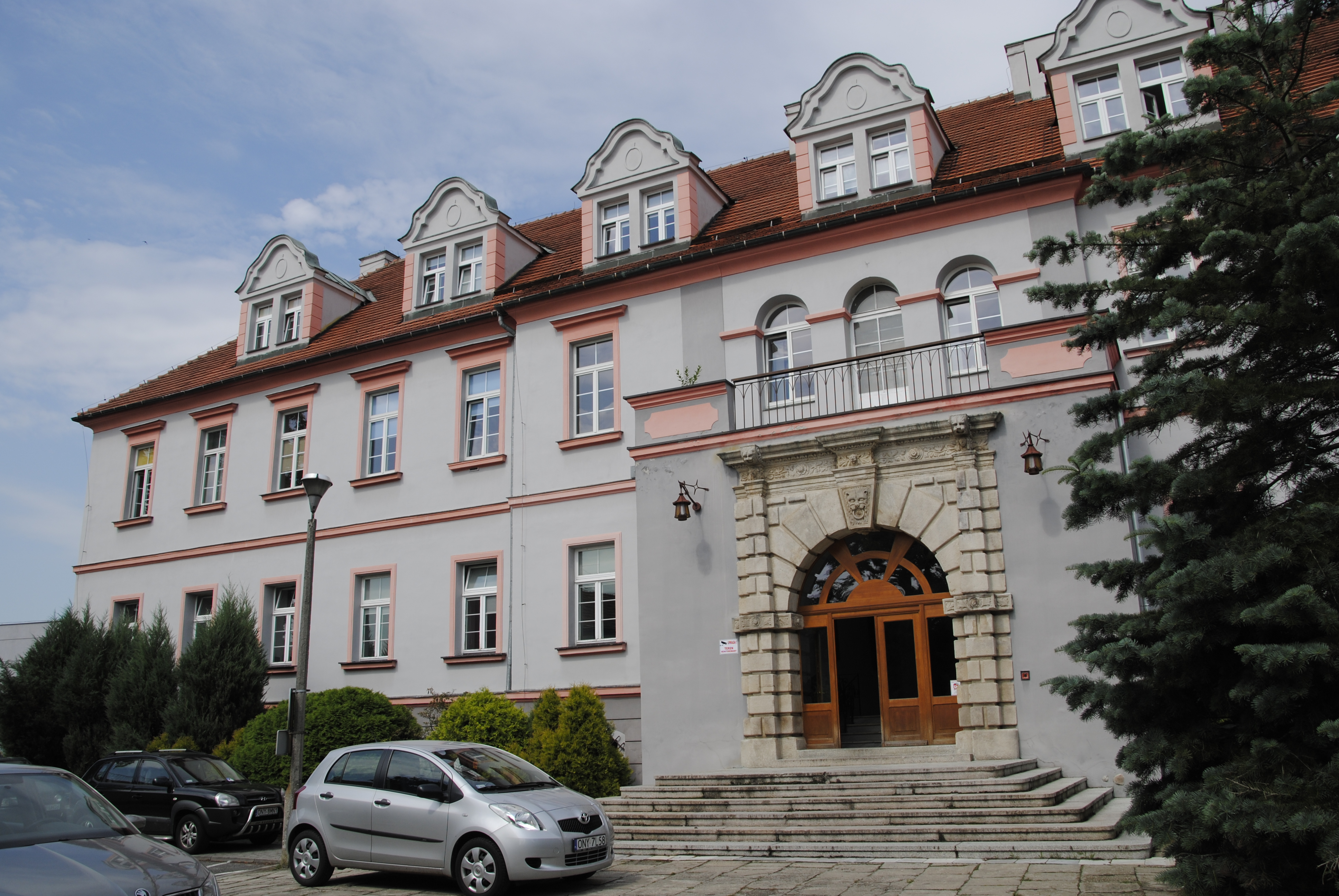
Zámek

Korfantów (polsky dříve Fyrląd, Frydląd nebo Fryląd, německy Friedland in Oberschlesien) je město v jižním Polsku v Opolském vojvodství v okrese Nisa, sídlo městsko-vesenické gminy Korfantów. Leží na historickém území Horního Slezska na řece Ścinawa Niemodlińska 18 km východně od Nisy. V roce 2024 zde žilo 1 689 obyvatel.

## Historie
Původní německý název města je Friedland, což odpovídá českému Frýdlant a do polštiny se před druhou světovou válkou převádělo nejčastěji v podobě Fyrląd, Frydląd nebo Fryląd. První písemná zmínka pochází z roku 1323. Bylo součástí Opolského knížectví a s ním Zemí Koruny české do roku 1742, kdy po první slezské válce připadlo spolu s většinou Slezska Prusku.
Na friedlandském panství se od poloviny 15. století vystřídala řada šlechtických rodů, z nichž patří mezi nejvýznamnější Schaffgotschové (1535–1594), kteří do kraje zavedli luteránství, rod von Nowagk, jenž zahájil v roce 1629 rekatolizaci, a Burghaussové vládnoucí v letech 1670 až 1885.
Po připojení k Prusku ztratil Friedland, čítající pouhých několik stovek obyvatel, status města a získal jej zpět až v roce 1867 spojením trhového městečka (Markt Friedland) a sousední vsi (Dorf Friedland). V té době spadal pod okres Falkenberg ve vládním obvodu Opolí. V roce 1900 dosáhl počet obyvatel historického maxima: 2 078.
Po druhé světové válce byl Friedland připojen k socialistickému Polsku a v roce 1946 došlo k jeho přejmenování na Korfantów – na počest Wojciecha Korfantyho, lídra hnutí za připojení Horního Slezska k Polsku po první světové válce. Obci, jejíž počet obyvatel klesl v důsledku vysídlení Němců (byť ještě v roce 2002 se 6,89 % obyvatel gminy hlásilo k německé národnosti) pod tisíc, byl opět odňat městský status. Potřetí v dějinách se Friedland/Korfantów stal městem v roce 1993.
Během povodní v roce 2024 bylo město částečně zatopeno.

## Památky
- Zámek – uvádí se v roce 1616, mnohokrát přestavovaný, nyní sídlo Opolského rehabilitačního centra (Opolskie Centrum Rehabilitacji)
- Farní kostel Nejsvětější Trojice, v nynější podobě převážně barokní, s pozdně románským portálem a hrobkou Heinricha Wenzela von Nowagk z roku 1692
- Novogotická hasičská zbrojnice z roku 1910
- Měšťanské domy z 19. století obklopující náměstí (Rynek)

## Partnerská města
17. srpna 1996 uzavřel Korfantów partnerské smlouvy s devíti městy ve střední Evropě, jejichž německý název zní také Friedland:
- Debrzno, Polsko (Preussisch Friedland)
- Frýdlant nad Ostravicí, Česko (Friedland an der Ostrawitza)
- Frýdlant, Česko (Friedland in Böhmen)
- Friedlant (Dolní Lužice), Německo
- Friedlant (Dolní Sasko), Německo
- Friedlant (Meklenbursko-Přední Pomořansko), Německo
- Mieroszów, Polsko (Preussisch Friedland)
- Mirosławiec, Polsko (Preussisch Friedland)
- Pravdinsk, Rusko (Friedland in Ostpreussen)

Dále jsou partnerskými městy Korfantówa od roku 2009 ukrajinský Bolechiv a od roku 2013 francouzské Boulleret.

## Osobnosti
- Judy Winterová (* 1944) – německá herečka, narozená v Korfantówě